# Martone
Martone é uma comuna italiana da região da Calábria, província de Reggio Calabria, com cerca de 597 habitantes. Estende-se por uma área de 8 km², tendo uma densidade populacional de 75 hab/km². Faz fronteira com Fabrizia (VV), Gioiosa Ionica, Grotteria, Nardodipace (VV), Roccella Ionica, San Giovanni di Gerace.

## Demografia
| Variação demográfica do município entre 1861 e 2011                               |
|                                                                                   |
| Fonte: Istituto Nazionale di Statistica (ISTAT) - Elaboração gráfica da Wikipedia |